# Giuseppe Alinovi
Giuseppe Alinovi (Parma , 25 de febrero de 1811-Parma, 9 de agosto de 1848) fue un pintor italiano, que pintaba principalmente vedutismo en un estilo neoclásico, a menudo en acuarelas ligeras.  Su padre fue el compositor y organista italiano de la corte Giuseppe Alinovi (1790 - 1869) .

## Biografía
Se formó con Giuseppe Boccaccio (1792 - 1852) en Parma.  Su representación de la Fortaleza de San Vitale en Fontanellato se encuentra actualmente en el Museo Rocca Sanvitale (Museo de Arte) en Fontanellato.  Su pintura del Palazzo Ducale di Parma (1833-1834) se encuentra en las colecciones de arte de la Fondazione Cariparma .
Pintó La strada da Parma a Pontremoli y Veduta d'Ischia para un álbum de 1839 de vistas de Parma.  En la Galería Nacional de Parma, hay dos pequeñas pinturas al óleo: Strada di villaggio con una chiesa a sinistra y Villaggio sui monti; en el Museo Glauco Lombardi están Il Castello di Fontanellato  y varias acuarelas, entre ellas:Il Palazzo Ducale di Parma, La Iglesia del Duque en Colorno, El Palacio Ducal de Colorno (1847) y Los Jardines de la Pilotta.

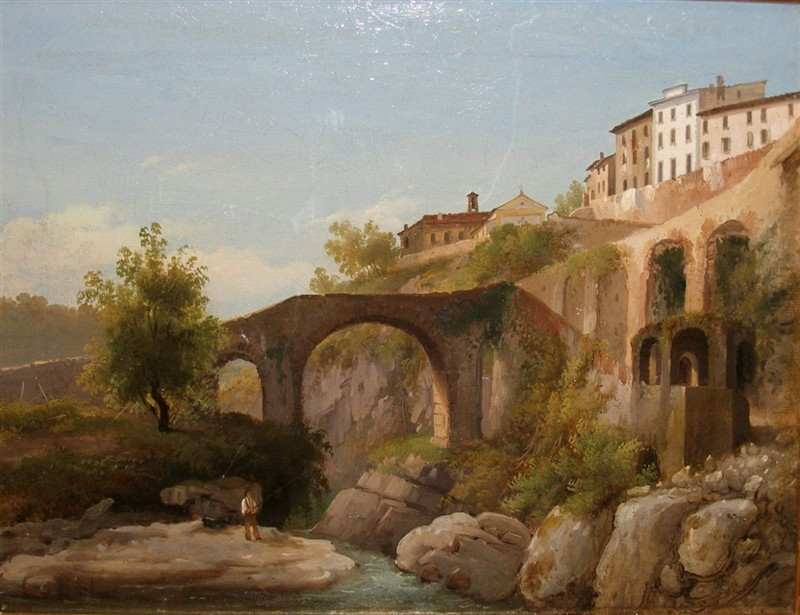
Bagnone en lunigiana
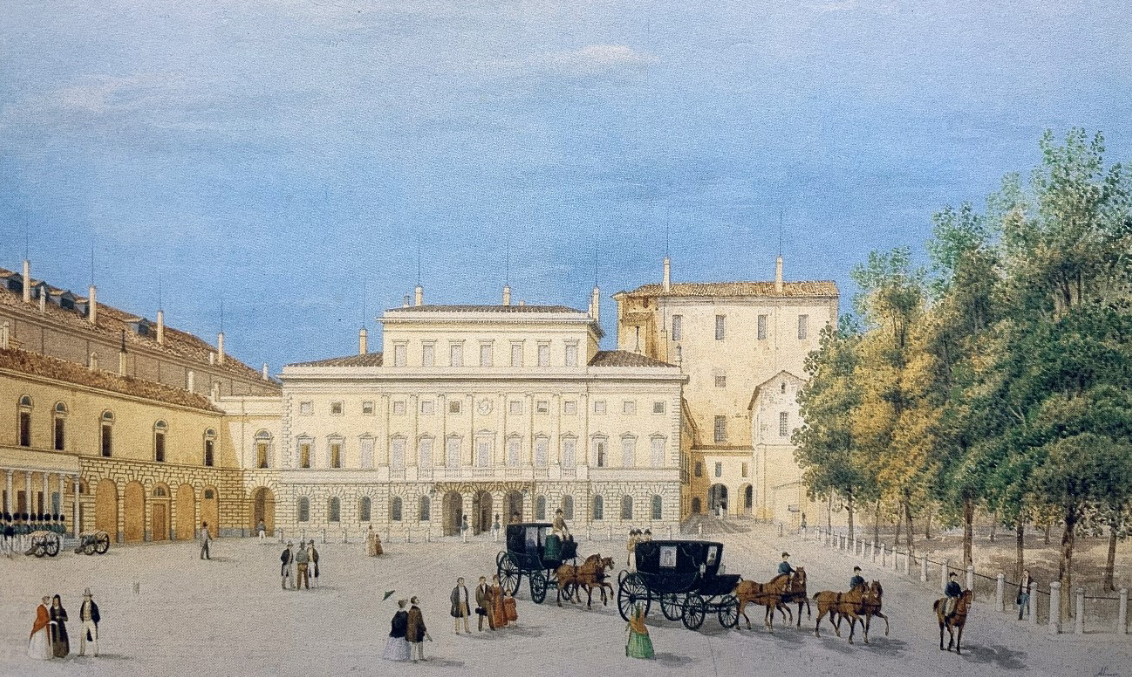
Palazzo della Pilotta
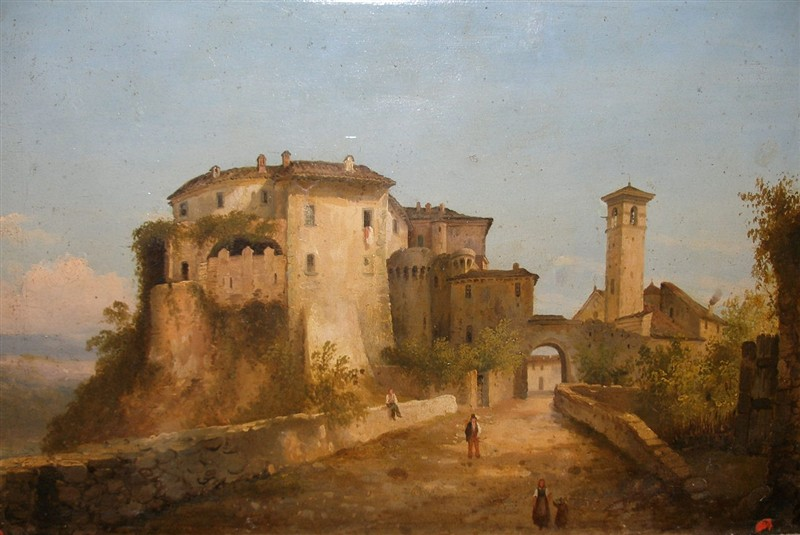
Villafranca.